# Liste der Kulturgüter in Leissigen
Die Liste der Kulturgüter in Leissigen enthält alle Objekte in der Gemeinde Leissigen im Kanton Bern, die gemäss der Haager Konvention zum Schutz von Kulturgut bei bewaffneten Konflikten, dem Bundesgesetz vom 20. Juni 2014 über den Schutz der Kulturgüter bei bewaffneten Konflikten sowie der Verordnung vom 29. Oktober 2014 über den Schutz der Kulturgüter bei bewaffneten Konflikten unter Schutz stehen.
Objekte der Kategorie A sind im Gemeindegebiet nicht ausgewiesen, Objekte der Kategorie B sind vollständig in der Liste enthalten, Objekte der Kategorie C fehlen zurzeit (Stand: 13. März 2024). Unter übrige Baudenkmäler sind geschützte Objekte zu finden, die im Bauinventar des Kantons Bern als «schützenswert» verzeichnet sind.

## Kulturgüter
| Foto |                                                                            | Objekt                                          | Kat. | Typ | Standort                                 | Beschreibung |
| ---- | -------------------------------------------------------------------------- | ----------------------------------------------- | ---- | --- | ---------------------------------------- | --- |
| ja   | Datei hochladen · Wikidata zu Reformierte Kirche mit Pfarrhaus (Q29673120) | Reformierte Kirche mit Pfarrhaus KGS-Nr.: 01033 | B    | G   | Läntiweg 2 / Pfrundweg 1 625580 / 167130 | Das frühmittelalterliche Kirchengebäude im romanischen Stil wird den «Zwölf Thunerseekirchen» zugerechnet und wurde 1675 durch Abraham Dünz zu einem barocken Predigtsaal umgebaut. Geosteter Massivbau mit geradem Chorschluss und Turm an der Südseite sowie barocker Innenausstattung. Daneben steht das Pfarrhaus von 1676/77, ein einfach gegliederter Fachwerkbau auf gemauertem Erdgeschoss mit geknicktem Viertelwalmdach. |

## Übrige Baudenkmäler
Hinweis: Anstelle der KGS-Nummer wird als Objekt-Identifikator (ID) die Grundstücksnummer verwendet.
| ID  | Foto |                                                             | Objekt                                     | Typ | Standort                         | Beschreibung |
| --- | ---- | ----------------------------------------------------------- | ------------------------------------------ | --- | -------------------------------- | ------------ |
| 1   | BW   | Datei hochladen                                             | Baurnhaus (1794)                           | G   | Stoffelberg 399 626978 / 166847  |              |
| 12  | BW   | Datei hochladen                                             | Speicher (19. Jh.)                         | G   | Pfrundweg 1a 625628 / 167168     |              |
| 12  | BW   | Datei hochladen                                             | Pfarrstöckli (1773)                        | G   | Pfrundweg 3 625582 / 167156      |              |
| 44  | BW   | Datei hochladen                                             | Mehrfamilienhaus (1899)                    | G   | Blumenstrasse 10 625752 / 167043 |              |
| 171 | BW   | Datei hochladen                                             | Alp- und Vorsasshütte (frühes 18. Jh.)     | G   | Froumültscha 510 626778 / 165939 |              |
| 237 | BW   | Datei hochladen                                             | Bauernhaus (1. Hälfte 17. Jh.)             | G   | Dorfstrasse 25 625491 / 167037   |              |
| 297 | BW   | Datei hochladen                                             | Ehemaliges Bauernhaus (1678)               | G   | Nythartweg 8–10 625667 / 167013  |              |
| 583 | BW   | Datei hochladen                                             | Sägerei (1841)                             | G   | Läntiweg 4 625551 / 167136       |              |
| 721 | BW   | Datei hochladen                                             | Jugendherberge (1916)                      | G   | Oberfeldweg 9 626061 / 167388    |              |
| 724 | BW   | Datei hochladen                                             | Ferdinand-Hodler-Gedenkstätte (1952/53)    | K   | Finel N.N. 626584 / 166842       |              |
| 754 | BW   | Datei hochladen                                             | Brunnen (um 1860)                          | K   | Dorfstrasse N.N. 625580 / 167042 |              |
| 787 | ja   | Datei hochladen · Wikidata zu Bahnhof Leissigen (Q33508807) | Stationsgebäude / Bahnhof Leissigen (1893) | G   | Hauptstrasse 62 625745 / 167153  |              |